# Zoborožec vlasatý
Zoborožec vlasatý (Berenicornis comatus) je pták z čeledi zoborožcovití (Bucerotidae) a jediný zástupce rodu Berenicornis. Druh popsal britský přírodovědec Thomas Stamford Raffles roku 1822 pod původním vědeckým jménem Buceros comatus.

## Výskyt
Zoborožec vlasatý je druhem orientální oblasti, vyskytuje se od myanmarského Tenasserimu přes Malajský poloostrov až po Velké Sundy (Sumatra, Borneo). Žije v poloopadavých a stálezelených pralesích, obvykle do nadmořské výšky asi 600 metrů, byť byl zaznamenán i v mnohem výše položených regionech, dosahujících téměř 1 700 metrů nad mořem.

## Popis

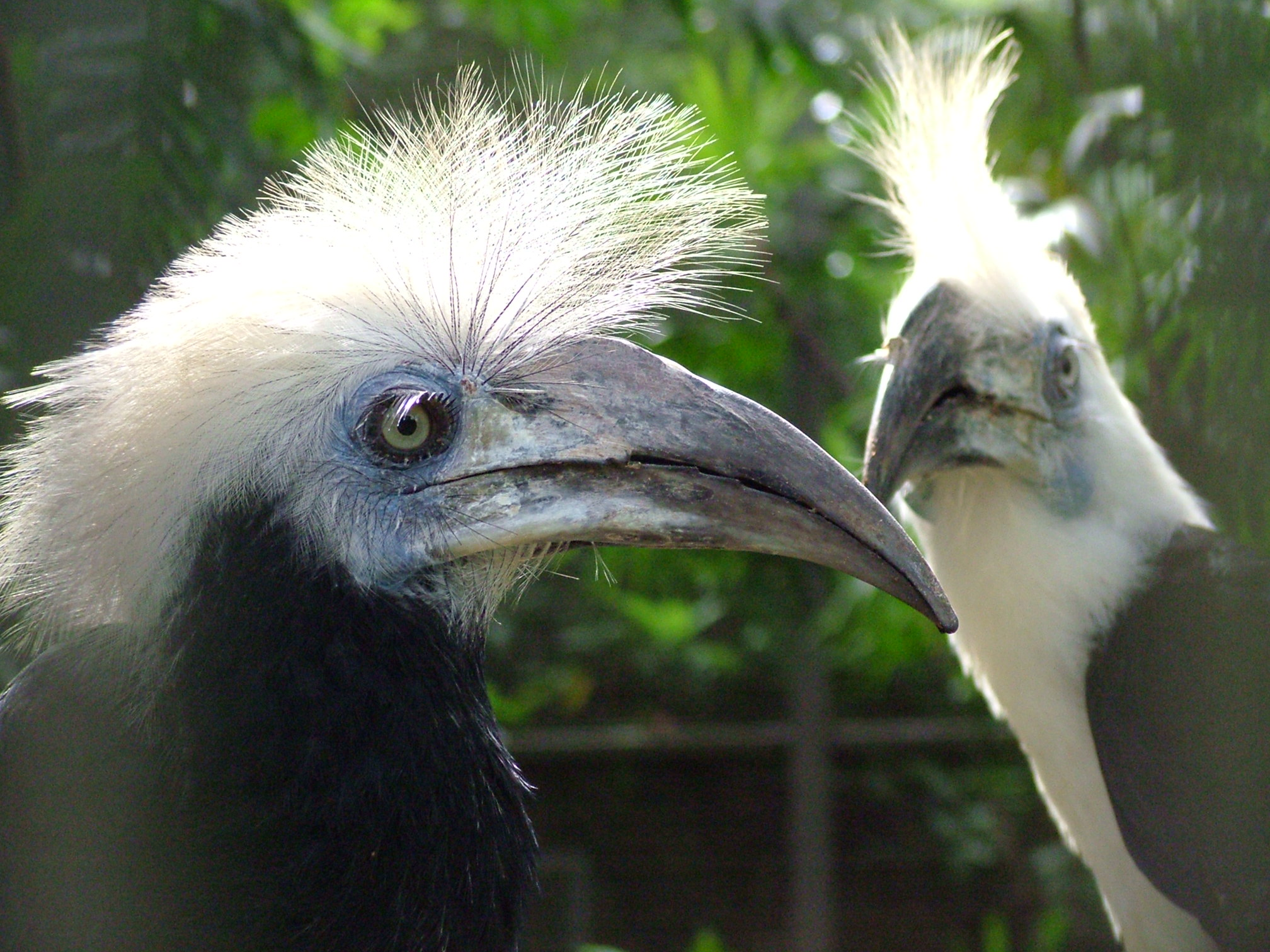
Samec a samice

Zoborožec vlasatý je asi 90 cm dlouhý pták, jenž se vyznačuje načernalým zobákem a výrazným bílým ježatým peřím, které vyrůstá na hlavě. Podobně jako u jiných zoborožců, i zoborožec vlasatý má typickou přilbici, jež však v jeho případě není příliš výrazná. Opeření je na svrchní straně těla černé, s bílým ocasem. Zbarvení spodních partií se různí podle pohlaví: u samců má krk a spodní část těla bílou barvu, u samic černou. Holá kůže okolo očí a na hrdle je výrazně modrá, oči pak mají světle žlutou barvu.

### Chování
Zoborožec vlasatý se většinou pohybuje ve stromovém baldachýnu a navzdory svému výstřednímu vzhledu jej lze ve volné přírodě spatřit spíše vzácně. Ozývá se hlubokým houkáním. Živí se rozličnými menšími obratlovci i bezobratlými, byť určitý podíl jídelníčku tvoří i ovoce. Zoborožec vlasatý je teritoriální pták, jedno území si obvykle vydržuje dominantní hnízdní pár, jeden až tři „pomocníci“ („helpers“) a několik mláďat. Samice hnízdí ve stromových dutinách, jež ucpává výkaly či bahnem, přičemž ponechává pouze malý otvor, kterým přijímá potravu.

## Ohrožení
Mezinárodní svaz ochrany přírody (IUCN) ve svém vyhodnocení stavu ohrožení z roku 2018 považuje zoborožce vlasatého za ohrožený druh. Hlavním důvodem ohrožení je rychle postupující odlesňování nížinatých lesů jihovýchodní Asie, které mizí kvůli těžbě dřeva a přeměně na zemědělskou půdu. Vyjma toho je zoborožec vlasatý také vystaven vlivu pytláctví, byť představuje spíše vedlejší úlovek vedle ceněnějších druhů, jako je zoborožec štítnatý (Rhinoplax vigil). Přestože celková velikost populací nebyla kvantifikována, IUCN předpovídá pokles populací zoborožců vlasatých v rozmezí 50 až 79 % během tří generací.